# Johannes Frischknecht
Johannes Frischknecht (* 1. April 1850 in Herisau; † 24. Juni 1911 ebenda; heimatberechtigt in Schwellbrunn) war ein Schweizer Textilunternehmer und Kantonsrat aus dem Kanton Appenzell Ausserrhoden.

## Leben
Johannes Frischknecht war ein Sohn des Johannes Frischknecht und der Anna Katharina Rohner. Im Jahr 1872 heiratete er Berta Höhener, Tochter des Heinrich Höhner, Appreturbesitzer in Herisau. 1882 ging er eine zweite Ehe mit Susanna Locher, geborene Breitenmoser, Witwe des August Wilhelm Locher, ein. 1888 heiratete er deren Schwester, Sophie Gertrud Breitenmoser, beide Töchter des Johann Jakob Breitenmoser, Brauereibesitzer und Wirt.
Johannes Frischknecht absolvierte eine kaufmännische Ausbildung in St. Gallen. Danach gründete er ein Stickereigeschäft um 1872. Aufgabe desselben um 1881 war es, die Appretur seines Schwiegervaters aus erster Ehe zu übernehmen. Diese baute er sukzessive aus, unter anderem 1901 durch die Übernahme der Lafont’schen Bleicherei und Appretur Sittertobel bei St. Gallen. Von 1884 bis 1890 war Johannes Frischknecht Gemeinderat in Herisau. Von 1893 bis 1900 amtierte er als Kantonsrat. Ausserdem war Johannes Frischknecht Förderer einer Bahnverbindung von Herisau nach St. Gallen. Er sass im Verwaltungsrat der Bodensee-Toggenburg-Bahn und der Elektrizitätswerke Kubel, Herisau. Er war Mitglied der Kantonalbankverwaltung von 1894 bis 1910. Von 1900 bis 1910 stand er dieser als Vizepräsident vor. Er war Mitglied der evangelischen Synode von 1908 bis 1911.